# Francesca Michielin
Francesca Michielin (Bassano del Grappa, Vèneto, 25 de febrer de 1995) és una cantant, música i compositora italiana. Va saltar a la fama l'any 2011 després de guanyar la cinquena edició del concurs de talents "Factor X Itàlia" i aconseguint que la seva primera cançó «Distratto» arribés a ser número 1 a iTunes. El 2013 va fer el seu primer duet, «Cigno Nero», amb el raper Fedez, aconseguint un disc doble platí de vendes. El seu tema, «Magnífico» també va ser cinc vegades platí. El 2016 va quedar segona al Festival de San Remo amb la cançó «Nessun Grado di Separazione» que va aconseguir posicionar-se entre les cançons més escoltades i va obtenir més de 5 milions de visites en el seu videoclip. El 2016 va representar a Itàlia en el Festival de la Cançó d'Eurovisió 2016 amb la cançó No Degree of Separation. Va acabar en setzè lloc.

## Biografia
Francesca Michielin va néixer a Bassano del Grappa, es la filla de Vanna Moro i Tiziano Michielin. Té un germà major, Filippo. El seu primer contacte a tocar música va ser estudiar piano, i posteriorment va començar a estudiar el baix també. Als catorze anys, va començar a cantar en el cor de gospel de la seua ciutat natal. Gràcies al seu germà, va desenvolupar un interès per la música rock, i més tard es va centrar en artistes com Bon Iver, Jeff Buckley i Damien Rice.

## Discografia

### Àlbums d'estudi
- 2012 – Distratto
- 2012 – Riflessi di me
- 2015 – di20
- 2018 – 2640
- 2020 – Feat (stato di natura)

### Senzills
- 2012 – Distratto
- 2015 – L'amore esiste
- 2015 – Battito di ciglia
- 2015 – Lontano
- 2016 – Nessun grado di separazione
- 2017 – Vulcano
- 2017 – Io abito al mare
- 2017 – Tropicale
- 2018 – Femme
- 2019 – Cheyenne
- 2020 – Stato di natura

### Col·laboracions
- 2013 – Fedez feat Francesca Michielin – Cigno Nero
- 2014 – Fedez feat Francesca Michielin – Magnifico
- 2015 – Don Joe feat Francesca Michielin – Le nostre ali
- 2017 – Cristina D'Avena feat Francesca Michielin – L'incantevole Creamy
- 2017 – Syria feat Francesca Michielin – Non dimentico più
- 2018 – Carl Brave feat Francesca Michielin – Fotografia
- 2018 – Deejay All Stars feat Francesca Michielin & Eros Ramazzotti – 25 Dicembre

### Bandes Sonores en pelicules
- 2014 – Amazing en la pelicula The Amazing Spider-Man 2
- 2017 – Tu sei una favola en la pelicula Ballerina

## Reconeixements obtinguts
- 2012 – Premio Emergenti al Premio Videoclip Italiano per Distratto
- 2013 – Rockol Awards com Promesa/revelación italiana
- 2015 – Wind Music Awards Premio Multiple Single amb Magnificoamb Fedez
- 2015 – Premio Lunezia Pop per la canço L'amore esiste
- 2016 – Wind Music Awards Premio Oro Album amb di20are
- 2016 – Wind Music Awards Premio Platino Singolo amb Nessun grado di separazione